# Verbascum medinecum
Verbascum medinecum är en flenörtsväxtart som beskrevs av Hemaid. Verbascum medinecum ingår i släktet kungsljus, och familjen flenörtsväxter. Inga underarter finns listade i Catalogue of Life.